# Pseudodiplospora
Pseudodiplospora é um género de plantas com flores pertencentes à família Rubiaceae.
A sua área de distribuição nativa são as Ilhas Andamão.
Espécies:
- Pseudodiplospora andamanica (NPBalakr. & NGNair) Deb